# Hymenostegia gracilipes
Hymenostegia gracilipes es una especie de árbol ribereño y de bosque lluvioso de tamaño pequeño a mediano de la familia Fabaceae. Es endémica de Ghana, donde está amenazada por la pérdida de hábitat debido a su crecimiento en selvas tropicales primarias, aunque es común localmente.